# Carrowmore Lake
Lough Carrowmore, en gaèlic irlandès:Carrowmore s'escriu Ceathrún Moire, és un llac situat en les parròquies civils de Kiltane i Kilcommon Erris, al comtat de Mayo, entre les poblacions de Bangor Erris i Barnatra a la part final sud de la Badia Broadhaven. És un llac d'aigua dolça que proporciona aigua potable per a tota la zona d'Erris. Hi va a parar el riu Carrowmore i drena cap al riu Owenmore en el seu camí cap a la Badia Blacksod.
En la directiva Europea sobre els ocells el llac es designa com un S.P.A. i un 000476 Complex S.A.C. (Zona especial de conservació)
És un llac oligotròfic/mesotròfic amb un substrat d'esquists Dalradians i quarsita pàl·lida. Les seves ribes estan dominades per torberes.

## Arqueologia
En aquest llac hi ha moltes illes. Algunes es creu que eren crannogs usades durant l'Edat del ferro i fins al segle xvii per a fer fortificacions.